# Paradox (Album)
Paradox ist das zweite Soloalbum des österreichischen Rappers Nazar. Es erschien am 26. Juni 2009 über das Label Assphalt Muzik und wurde von Groove Attack vertrieben.

## Titelliste
| #  | Titel                                 | Länge |
| -- | ------------------------------------- | ----- |
| 1  | Intro                                 | 2:44  |
| 2  | Wer bist du?                          | 2:24  |
| 3  | Ultimate Warrior                      | 3:39  |
| 4  | Ein Moment                            | 3:10  |
| 5  | Präsidentenwahl (feat. Summer Cem)    | 3:56  |
| 6  | Falsche Werte (feat. Jonesmann)       | 3:34  |
| 7  | Bruder                                | 4:17  |
| 8  | Nazarfakker                           | 2:50  |
| 9  | Össi Ö (feat. Chakuza und RAF Camora) | 3:30  |
| 10 | Kanackenstolz                         | 2:55  |
| 11 | Junkie                                | 2:48  |
| 12 | Silla mit dem Killa (feat. Godsilla)  | 3:35  |
| 13 | H C                                   | 2:10  |
| 14 | Was ist Rap? (feat. Saad)             | 3:17  |
| 15 | Dann ist es Zeit (feat. Ozan)         | 3:35  |
| 16 | Outro                                 | 2:20  |

## Gastbeiträge
Das Album enthielt sechs Titel mit Gastbeiträgen. So enthält der Titel Präsidentenwahl ein Featuring mit Summer Cem. Der Refrain von Falsche Werte wurde von Jonesmann gesungen. Der Titel Össi Ö wurde gemeinsam mit Chakuza und RAF Camora aufgenommen. Eine weitere Zusammenarbeit ist auf Silla mit dem Killa zu hören, dieser Track enthält einen Gastbeitrag von Godsilla, der mittlerweile nur noch unter dem Künstlernamen auftritt. Bereits auf Nazars erstem Album Kinder des Himmels war Godsilla vertreten. Ein weiterer Gastrapper ist auf Was ist Rap? zu hören, wo Baba Saad an Nazars Seite rappt. Zuletzt basiert Dann ist es Zeit auf einer Zusammenarbeit mit dem Sänger Ozan.

## Produktion
Paradox wurde von verschiedenen Musikproduzenten produziert. Fünf Titel wurden vom Berliner Hip-Hop-Produzenten Beatzarre produziert. Dabei handelt es sich um Ultimate Warrior, Ein Moment, Dann ist es Zeit, Outro und NazarFakker, wobei letzterer in Co-Produktion mit Abaz entstand. Die Beats zu Intro, Präsidentenwahl und Össi Ö stammen von RAF Camora. Das Produzentenduo Beatlefield, das aus Rapper Chakuza und DJ Stickle besteht, steuerte die musikalische Untermalung zu Wer bist du? bei, während Mike Knight die Titel Falsche Werte, H C, Was ist Rap? und Silla mit dem Killa (mit Nazar) produzierte. Die Produktionen von 83 Sound sind den Songs Bruder und Junkie zuzuordnen. Für den Beat von Kanackenstolz war Tobstarr verantwortlich.

## Vermarktung
Zum Titel Präsidentenwahl wurde auf Mixery Raw Deluxe ein Video veröffentlicht. Kurz zuvor wurde dazu ein Making Of ausgestrahlt.
Ein weiteres Video wurde zum Titel Össi Ö mit RAF Camora und Chakuza gedreht. Dazu wurden hauptsächlich Konzertausschnitte verwendet. Zum Video wurde auch eine Download-Single veröffentlicht. Diese enthielt neben der Originalversion auch Remixe von Beatzarre, Beatlefield und M3 & Noyd. Zudem waren auch die Instrumentals von den Remixen von Beatzarre und Beatlefield auf der Single enthalten.